# Мозжуха
Мозжу́ха — деревня в Кемеровском районе Кемеровской области. Входит в состав Звёздного сельского поселения.

## История
Основана в 1606 году, по другим данным -1600 . По рассказам старожилов, название произошло от слова «мозжи́ть». Якобы через ту местность проходили торговые пути и проезжавшие обозы захватывались лихими людьми. Купцам-хозяевам обозов мозжили головы. скорее всего это происходило на северо-западе Мозжухи где дорога на Томск делает петлю огибая гору.
В раннее советское время был создан колхоз, ставший впоследствии «миллионером». В годы Великой Отечественной войны на личные средства колхозников был куплен и отправлен на фронт боевой самолёт-истребитель.
В 1960-е годы колхоз был расформирован, активы вошли во вновь созданный совхоз «Звёздный».

## География
Деревня расположена в 15 км северо-западнее города Кемерово. Центральная часть населённого пункта расположена на высоте 112 метров над уровнем моря.

## Население
По данным Всероссийской переписи населения 2010 года, в деревне Мозжуха проживает 1913 человек (1185 мужчин, 728 женщин).

## Инфраструктура
На территории и в окрестностях деревни работают два каменных карьера (щебёночных завода), Юргинское ДРСУ и исправительная колония №22.
Есть основная школа, Дом культуры и спорткомплекс.

## Транспорт
Общественный транспорт представлен автобусными маршрутами:
- №103: д/п Вокзал — д. Мозжуха
- №109: д/п Центральный — д. Подонино
- №110: д/п Центральный — д. Медынино
- №119: д/п Ленинградский — с/о Семеновка — д. Креково
- №120: д/п Центральный — пос. Благодатный
- №123: д/п Центральный — с/о Денисово
- №125: д/п Ленинградский — с/о Семеновка